# تويستد بيكتشرز
تويستد بيكتشرز (بالإنجليزية: Twisted Pictures)‏ هي شركة أمريكية تقوم بإنتاج الأفلام، تأسست عام 2004 ويقع مقرها في لوس أنجلوس، كاليفورنيا. مشهورة بسلسلة أفلام سو وأفلام الرعب بشكل عام.

## الأعمال

### أفلام
| السنة | اسم الفيلم              |
| ----- | ----------------------- |
| 2004  | سو (فيلم)               |
| 2005  | سو 2 (فيلم)             |
| 2006  | سو 3 (فيلم)             |
| 2007  | سو 4 (فيلم)             |
| 2008  | سو 5 (فيلم)             |
| 2009  | سو 6                    |
| 2010  | سو ثري دي               |
| 2013  | منشار تكساس 3 دي (فيلم) |

## روابط خارجية
- تويستد بيكتشرز على موقع IMDb (الإنجليزية)